# L'Éther Alpha
L'Éther Alpha est un roman merveilleux-scientifique de l'écrivain belge Albert Bailly. Publié initialement en feuilleton en 1928 dans le quotidien Le Figaro sous le titre Le Baiser de l'infini, le roman fut renommé lors d'une nouvelle publication en feuilleton dans la revue mensuelle Lectures pour tous l'année suivante.

## Intrigue
Parti à la recherche d'une jeune femme, Minnie Vernon, enlevée par un avion invisible, l'aviateur Harry Sinclair fait la rencontre d'un scientifique américain, Cecil Montcalm. Celui-ci a construit un vaisseau, L'Éther-Alpha à partir d'éther, qu'il parvient à solidifier et rendre indestructible. Ayant capté des messages depuis la Lune, il s'envole pour le satellite en compagnie de Minnie, sa nouvelle épouse.

## Analyse de l'œuvre
Sur la Lune, le couple, Cecil Montcalm et Minnie Vernon, rencontrent les Sélénites. Une race d'êtres d'énergie pure à l'apparence d'étoiles à six branches qu'ils appellent « les Radios ». Ces derniers, connaissant la nature belliqueuse de l'homme et craignant une prochaine invasion de la Lune, bombardent préventivement la Terre de rayons électromagnétiques déclenchant des cataclysmes sur toute la planète : éruptions volcaniques, puissants raz de marée, affaissement du Groenland. Seule l'utilisation d'une invention de Cecil Montcalm, le rideau Omega, permet de bloquer les ondes et sauver la Terre.
Avec ce roman, l'auteur aborde la vie extraterrestre sous une forme de vie non humanoïde, à l'instar des créatures décrites par Maurice Renard dans Le Péril bleu (1911) et celles de J.-H. Rosny aîné dans Les Navigateurs de l'infini (1925). Albert Bailly donne une suite en 1955 au roman avec Pardonnons à Dieu, dont l'action se déroule en 2333 et met en scène une humanité divisée qui se livre une terrible guerre.

## Récompense
Ce livre reçoit le prix Jules-Verne au titre de l'année 1929, qui récompense une œuvre de langue française d'imagination scientifique.

## Publications françaises
- Le Figaro, du 14 septembre au 10 octobre 1928 sous le titre Le Baiser de l'infini.
- Lectures pour tous, d'août à octobre 1929 sous le titre  L'Éther Alpha (ill. Jacques Touchet).
- Librairie Hachette, coll. « du Prix Jules Verne », 1929 (ill. Jacques Touchet).
- Journal de Genève, du 7 décembre 1929 au 26 janvier 1930 sous le titre L'Éther-Alpha.
- Hachette, coll. « Bibliothèque de la jeunesse », 1951 (ill. Jacques Touchet[4]).